# Природа
Природа је, у најширем смислу, еквивалент природном свету, физичком универзуму, материјалном свету или материјалном универзуму. Природа се односи на феномен физичког света, као и на живот уопште. Њен распон сеже од субатомског до космичког. Израз обично не укључује произведене објекте, као ни људску интеракцију, осим ако се тако квалификује, као на пример људска природа. Појам природе и природног је такође супротан појму натприродног.
Латинска реч за природу или нарав је natura, тј. „есенцијални квалитет, урођена диспозиција“, а у древна је времена дословно значила „рођење“. Natura је латински превод грчке речи physis (φύσις), која се изворно повезивала с интринзичним карактеристикама које биљке, животиње и остале особине света развијају у складу са собом. Концепт природе у целини, физички свемир, један је од неколико проширења изворне идеје; предсократски филозофи почели су примењивати реч φύσις у одређеном језгровитом значењу и отада је она почела стицати своје значење. Ова је употреба била потврђена доласком модерне научне методе током последњих неколико векова.
Данас у разним употребама ове речи „природа“ често означава геологију и дивљину. Природа може означивати опште царство разних типова живућих биљака и животиња, а у неким случајевима процесе повезане с неживим објектима – начин на који поједини типови ствари постоје и мењају се у складу са собом, попут времена и геологије Земље, те материје и енергије од којих су све ствари састављене. Често се под природом подразумева „природна околина“ или дивљина коју чине дивље животиње, стене, шуме, плаже и уопштено све ствари које нису знатно измењене човековом интервенцијом или оне које трају упркос човекове интервенције. На пример, израђени предмети и човекова интеракција уопштено се не сматрају делом природе осим ако нису, на пример, означени као „људска природа“ или „читава природа“. Овај традиционалнији концепт природних ствари, који се још може срести, имплицира разликовање природног и вештачког тако да се вештачко схвата као оно што је настало човековом свешћу или човековим умом. Зависно од појединог контекста појам „природан“ или „нараван“ може се такође разликовати од неприродног (ненаравног), натприродног (наднаравног) или синтетског.

## Земља
Земља је једина планета за који је познато да подржава живот, и њена природна својства су предмет многих поља научних истраживања. Унутар соларног система, она је трећа планета по удаљености од Сунца. Она је највећа терестричка планета и пета по величини свеукупно. Најпроминентнија климатска својстава земље су њена два велика поларна региона, две релативно уске умерене зоне, и широки екваторијални тропски до суптропског региона. Падавине широко варирају са локацијом, од неколико метара воде годишње до неколико милиметара. 71 проценат земљине површине је покривен океанима са сланом водом. Остатак се састоји од континената и острва, при чему је највећи де насељиве територије на Северној хемисфери.
Земља је еволуирала кроз геолошке и биолошке процесе који су оставили трагове оригиналних околности. Спољашња површина је подељена у неколико постепено мигрирајућих тектонских плоча. Унутрашњост је и даље активна, са дебелим слојем пластичног мантла и са језгром испуњеним гвожђем које генерише магнетно поље. То гвоздено језгро се састоји од чврсте унутрашње фазе, и течне спољашње фазе. Конвективно кретање у језгру генерише електричне струје путем динамо дејства, и оне затим генеришу геомагнетно поље.
Атмосферски услови су се знатно изменили у односу на оригиналне услове услед присуства животни форми, које креирају еколошки баланс и стабилизују површинске услове. Упркос широког опсега регионалних варијација климе дуж латитуде и других географских фактора, дугорочни просек глобалне климе је веома стабилан током међуледених периода, и варијације од једног или два степена просечне глобалне температуре су историјски имале велике учинке на еколошки баланс, и на саму географију Земље.

### Геологија
Геологија је наука и студија чврсте и течне материје од које се састоји Земља. Поље геологије је уско повезано са студијом композиције, структуре, физичких својстава, динамике, и историје земаљских материјала, и процеса којима се они формирају, крећу, и мењају. Ово поље је покривено једном од главних академских дисциплина, а важно је и за екстракцију минерала и угљоводоника, познавање и митигацију природних хазарда, дела поља геотехничког инжењерства, и разумевање прошлих клима и животних окружења.

#### Геолошка еволуција
Геологија једне области еволуира током времена при чему долази до депозиције и уметања стенских јединица и промена њиховог облика и локација услед дејства деформационих процеса.
Стенске јединице су првобитно постављене било путем депозиције на површину или прибојем одоздо кроз покровни слој стена. Депозиција се може јавити кад се седименти наталоже на површини Земље и касније се литификују у седиментне стене, или кад као вулкански материјал као што је вулкански пепео или нанос лаве, покрију површину. Еруптивне интрузије као што су батолити, лаколити, дајкови, и силови, пробијају се навише у покровни слој стена, и кристализују се при пробоју.
Након што је иницијална секвенца стена била депонована, стенске јединице могу да буду деформисане и/или да подлегну метаморфози. До деформација типично долази услед хоризонталног сажимања, хоризонталног ширења, или постраничног (расед) кретања. Ови структурни режими на велим размерама повезани са конвергентним границама, дивергентним границама, и трансформним раседима, између тектонских плоча.

### Историјска перспектива
Процењује се да је Земља формирана пре око 4,54 милијарди година из соларне маглине, заједно са Сунцем и другим планетама. Месец је формиран око 20 милиона година касније. Спољашњи слој иницијално истопљене Земље се временом охладио, што је довело до формирања чврсте коре. Испуштање гасова и вулканске активности су произвели примордијалну атмосферу. Кондензовањем водене паре, чији целокупни садржај или највећи део се претпоставља да потиче од леда испорученог кометама, формирани су океани и други водени извори. Верује се да је високо енергетска хемија произвела саморепликујуће молекуле пре око 4 милијарде година.
Континенти су формирани, затим раздвојени и поново спојени током стотина милиона година у процесу којим је површина Земље била реобликовала. У неколико наврата су реаранжмани копнене масе довели до формирања суперконтинента. Пре око 750 милиона година, најранији познати суперконтинент Родина, почео је да се раздваја. Континенти су се касније рекомбиновали да формирају Панотију, која се разложила пре око 540 милиона година, затим је коначно настала Пангеа, која се разложила пре око 180 милиона година.
Током неопротерозоичне ере највећи део Земље је био покривен ледњацима и леденим плочама. Ова хипотеза се назива „снежном грудвом Земљом”, и она је од посебног интереса јер та етапа претходи камбријумској експлозији током које је дошло до почетка пролиферације вишећелијских животних форми пре око 530–540 милиона година.
Од времена камбријумске експлозије дошло је до пет јасно препознатљивих масовних изумирања. Задње масовно изумирање се догодило пре око 66 милиона година, кад је вероватно метеоритски удар изазвао изумирање неавијанских диносауруса и других великих рептила, док су мале животиње попут сисара биле поштеђене. Током задњих 66 милиона година дошло је до диверсификације сисарских животних облика.
Пре неколико милиона година, врсте малог афричког човеколиког мајмуна су стекле способност усправног хода. Накнадна појава људског живота, развој пољопривреде и даље цивилизације омогућили су људима да знатно брже и више утичу на Земљу него било која животна форма пре њих, да утичу на природу и квантитет других организама као и на глобалне промене климе. У поређењу с тим, великом догађају оксигенације, изазваном пролиферацијом алги током сидеријанског периода, било је неопходно око 300 милиона година да дође до кулминације.
Садашња ера се класификује као део масовног измирања, догађаја холоценског масовног изумирања, најбржег од свих досадашњих. Неки, као што је Е. О. Вилсон са Харвардског универзитета, предвиђају да људска деструкција биосфере може да узрокује изумирање половине свих врста у следећих 100 година. Обим тренутног догађаја масовног изумирања биолози још увек истражују, дебатују и прорачунавају.

## Атмосфера, клима, и време
Земљина атмосфера је кључни фактор у одржавању екосистема. Танак слој гасова који окружују Земљу држи у месту гравитација. Ваздух се састоји углавном од азота, кисеоника, водене паре, за релативно малим количинама угљен-диоксида, аргона, итд. Атмосферски притисак постојано опада надморском висином. Озонски омотач игра важну улогу у умањењу количине ултраљубичасте (УВ) радијације која досеже површину. УВ светлост с лакоћом може да оштети ДНК, и стога озонски слој пружа заштиту живим бићима на земљи. Атмосфера исто тако задржава топлоту током ноћи, чиме се умањују дневни температурни екстреми.
Земаљске временске прилике се испољавају скоро искључиво у доњем делу атмосфере, и служе као конвективни систем за редистрибуцију топлоте. Океанске струје су још један важан фактор у одређивању климе, посебно главне подводне термохалинске циркулације које дистрибуирају топлотну енергију из екваторијалних океана у поларне регионе. Те струје помажу у ублажавању температурних разлика између зиме и лета у умереним зонама. Исто тако, без редистрибуције топлотне енергије путем океанских струја и атмосфере, тропи би били знатно топлији, а поларни региони знатно хладнији.
Временске прилике могу да имају корисне и штетне учинке. Временски екстреми, као што су торнада или урагани и циклони, могу да утроше велике количине енергије дуж својих путева, и да узрокују девастацију. Површинска вегетација је еволуирала зависност од сезонских временских варијација, и нагле промене које трају само неколико година могу да имају драматичне ефекте, на вегетацију и на животиње које зависе од њеног раста као извора хране.
Клима је мера дугорочних временских трендова. Познато је да разни фактори утичу на климу, укључујући океанске струје, површински албедо, гасове зелене баште, варијације у соларној луминозности, и промене земљине орбите. На бази историјских записа, познато је да је Земља прошла кроз драстичне климатске промене у прошлости, укључујући ледена доба.
Клима датог региона зависи од бројних фактора, а посебно од латитуде. Латитудни опсези површине са сличним климатским својствима формирају климатске регионе. Постоји више таквих региона, у опсегу од тропске климе на екватору до поларне климе у северним и јужним екстремима. На време исто тако утичу сезоне, које су последица тога да је Земљина оса нагнута релативно на њену орбиталну раван. Стога, у било које време током лета или зиме, један део Земље је у већој мери директно изложен сунчевим зрацима. Ово наизменично излагање прати Земљину ротацију око своје орбите. У било које време, независно од сезоне, северна и јужна хемисфера имају супротне сезоне.
Временске прилике су хаотични систем који се лако мења с малим променама у околини, тако да је прецизна временска прогноза ограничена на само неколико дана. Свеукупно, два тренда су присутна широм света: (1) температура се у просеку повећава; и (2) регионалне климе доживљавају приметне промене.

## Материја и енергија
Нека поља науке разматрају природу као материју у покрету, која подлеже одређеним законима које наука покушава да спозна. Са тог становишта физика се генерално сматра фундаменталном науком. Материја се обично дефинише као супстанца од које се састоје физички објекти. Она сачињава видљиви свемир. У данашње време се сматра да видљиве компоненте свемира чине само 4,9 процената тоталне масе, док се за остатак сматра да састоји од 26,8 процената хладне тамне материје и 68,3 процената тамне енергије. Прецизни аранжман ових компоненти је још увек непознат и физичари га интензивно истражују.
Понашање материје и енергије широм видљивог свемира изгледа да следи добро дефинисане физичке законе. Ти закони су примењени у изради космолошких модела који успешно објашњавају структуру и еволуцију свемира који се може уочити. Математички изрази закона физике примењују сет од двадесетак физичких константи за које изгледа да су статичне широм уочљивог свемира. Вредности тих константи су биле пажљиво измерене, мада разлог њихових специфичних вредности остаје мистерија.

## Галерија
- Спирална галаксија
- Таласи
- Језеро Мапоурика на Новом Зеланду
- Биоградска шума у Црној Гори